# GAZ-3102
GAZ-3102 a fost un vehicul produs de GAZ din 1982 până în 2011, aproximativ 1 milion de unități ale vehiculului au fost vândute în întreaga lume și a fost destul de popular. A fost proiectat pentru a înlocui vehiculul GAZ-24. În afară de versiunile pentru pasageri, versiunile comerciale au fost produse și din 1985 până în 1993. Vehiculul a fost în cele din urmă înlocuit de vehiculele Volga GAZ-31029 și Volga GAZ-3110 care împărtășeau multe componente cu predecesorul lor.